# Passo Liso
Passo Liso é um distrito do município brasileiro de Laranjeiras do Sul, no estado do Paraná.